# 오모야 유쿠토
오모야 유쿠토(일본어: 面矢 行斗, 1998년 8월 19일~)는 일본의 축구 선수이다.

## 구단 경력
그는 2021년 J2리그의 도치기 SC에 입단했다. 2022년 5월 J3리그의 SC 사가미하라로 임대 이적했다. 2023년 도치기 SC로 복귀했다. 2023년 일본 풋볼 리그의 레일락 시가 FC로 이적했다.